# Gonioscelis phacopterus
Gonioscelis phacopterus är en tvåvingeart som beskrevs av Ignaz Rudolph Schiner 1867. Gonioscelis phacopterus ingår i släktet Gonioscelis och familjen rovflugor. Inga underarter finns listade i Catalogue of Life.